# Diócesis de Nuevo Casas Grandes
La diócesis de Nuevo Casas Grandes (en latín: Dioecesis Neograndicasensis) es una circunscripción eclesiástica de la Iglesia católica en México. Se trata de una diócesis latina, sufragánea de la arquidiócesis de Chihuahua. Desde el 25 de enero de 2025 su obispo es Víctor Melchor Quintana Quezada

## Territorio y organización
La diócesis tiene 36 320 km² y extiende su jurisdicción sobre los fieles católicos de rito latino residentes en el estado de Chihuahua en los 7 municipios de: Nuevo Casas Grandes, Ascensión, Casas Grandes, Galeana, Ignacio Zaragoza, Janos y Buenaventura. Forma parte de la Zona Pastoral Norte.
La sede de la diócesis se encuentra en la ciudad de Nuevo Casas Grandes, en donde se halla la Catedral de Nuestra Señora de la Medalla Milagrosa (también conocida como de la Inmaculada Concepción).
En 2021 en la diócesis existían 25 parroquias. En 2018 tenía además una misión.

## Historia

### Prelatura territorial
La prelatura territorial de Nuevo Casas Grandes fue erigida el 13 de abril de 1977 con la bula Praecipuum animarum del papa Pablo VI, derivando su territorio de la diócesis de Ciudad Juárez. Hilario Chávez Joya fue elegido como obispo prelado el 13 de abril de 1977 y fue ordenado como tal el 7 de julio de 1977.

### Diócesis
El 2 de junio de 2000 la prelatura territorial fue elevada a diócesis con la bula Constat praelaturam del papa Juan Pablo II. Hilario Chávez Joya, quien se desempeñaba como obispo prelado, pasó a ser el primer obispo diocesano.

## Estadísticas
Según el Anuario Pontificio 2022 la diócesis tenía a fines de 2021 un total de 148 620 fieles bautizados.
| Año                                                                             | Población | Población | Población      | Sacerdotes | Sacerdotes | Sacerdotes | Católicos por sacerdote | Diáconos permanentes | Religiosos | Religiosos | Parroquias y cuasiparroquias |
| Año                                                                             | Católicos | Total     | % de católicos | Total      | Diocesanos | Regulares  | Católicos por sacerdote | Diáconos permanentes | Masculinos | Femeninos  | Parroquias y cuasiparroquias |
| ------------------------------------------------------------------------------- | --------- | --------- | -------------- | ---------- | ---------- | ---------- | ----------------------- | -------------------- | ---------- | ---------- | ---------------------------- |
| 1980                                                                            | 116 700   | 124 000   | 94.1           | 11         | 1          | 10         | 10 609                  | 1                    | 12         | 10         | 9                            |
| 1990                                                                            | 234 800   | 255 000   | 92.1           | 25         | 10         | 15         | 9392                    |                      | 16         | 20         | 21                           |
| 1999                                                                            | 100 546   | 125 683   | 80.0           | 32         | 22         | 10         | 3142                    |                      | 12         | 24         | 20                           |
| 2000                                                                            | 166 988   | 185 542   | 90.0           | 36         | 26         | 10         | 4638                    |                      | 13         | 28         | 14                           |
| 2001                                                                            | 169 859   | 188 413   | 90.2           | 38         | 28         | 10         | 4469                    |                      | 10         | 27         | 14                           |
| 2002                                                                            | 128 000   | 128 127   | 99.9           | 33         | 25         | 8          | 3878                    |                      | 8          | 27         | 14                           |
| 2003                                                                            | 96 800    | 130 901   | 73.9           | 51         | 33         | 18         | 1898                    |                      | 18         | 35         | 13                           |
| 2004                                                                            | 98 993    | 143 991   | 68.7           | 61         | 52         | 9          | 1622                    |                      | 9          | 35         | 13                           |
| 2013                                                                            | 133 406   | 156 911   | 85.0           | 41         | 39         | 2          | 3253                    |                      | 2          | 44         | 25                           |
| 2016                                                                            | 141 006   | 162 195   | 86.9           | 36         | 35         | 1          | 3916                    |                      | 2          | 35         | 25                           |
| 2019                                                                            | 152 800   | 177 779   | 85.9           | 36         | 34         | 2          | 4244                    |                      | 2          | 28         | 25                           |
| 2021                                                                            | 148 620   | 190 950   | 77.8           | 35         | 33         | 2          | 4246                    |                      | 2          | 29         | 25                           |
| Fuente: Catholic-Hierarchy, que a su vez toma los datos del Anuario Pontificio. |           |           |                |            |            |            |                         |                      |            |            |                              |

## Episcopologio

### Prelado de Nuevo Casas Grandes
| Escudo | Nombre del titular            | Título adicional                         | Período                                | Fin del cargo (razón) |
| ------ | ----------------------------- | ---------------------------------------- | -------------------------------------- | --------------------- |
|        | Hilario Chávez Joya, M.N.M. † | Obispo titular de Crepedula (1977-1978). | 13 de abril de 1977-3 de junio de 2000 | Nombrado obispo       |